# Eileithyia

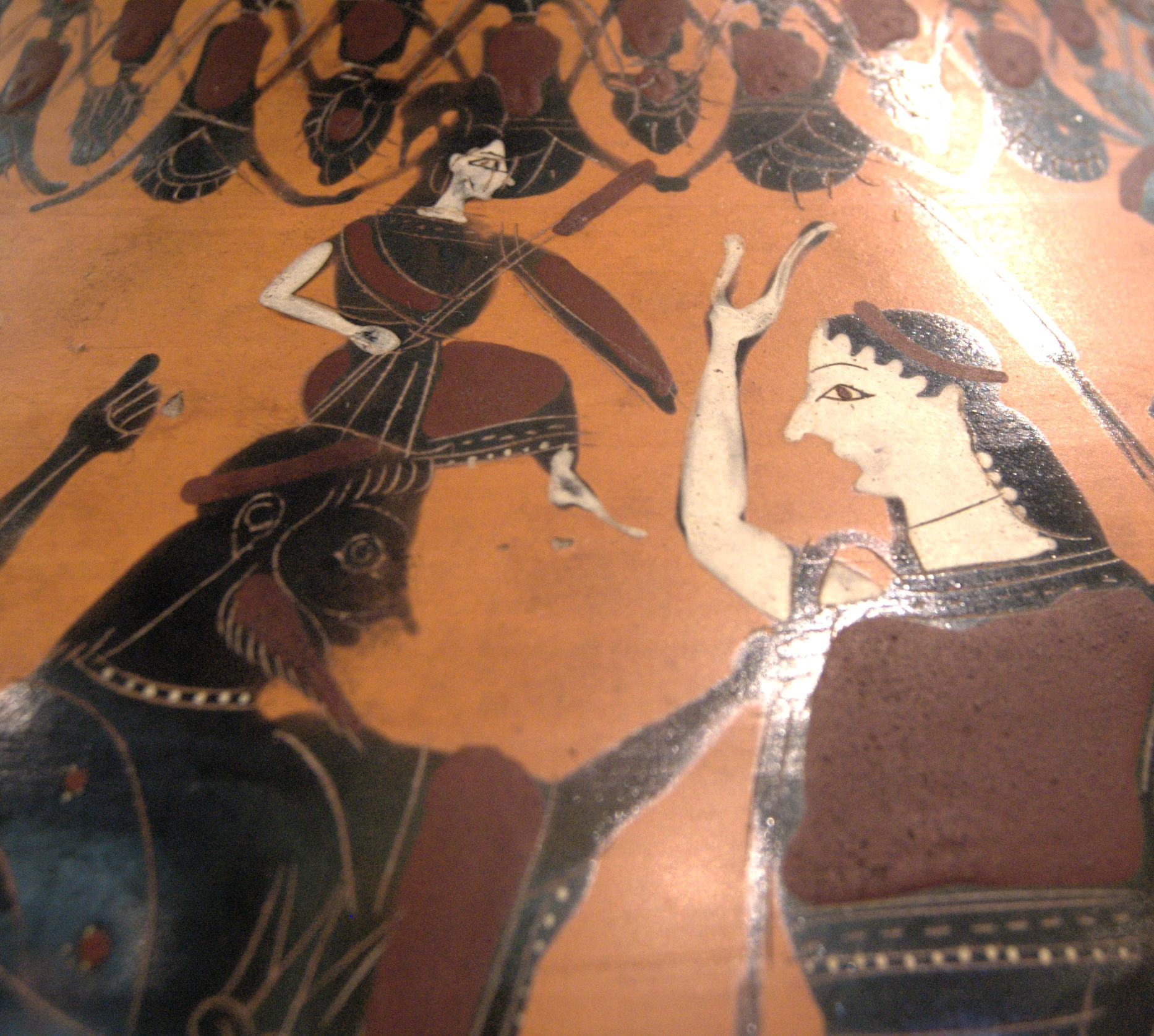
Athena föds ur Zeus huvud. Eileithyia till höger. Amfora från tredje fjärdedelen av 500-talet f.Kr., Louvren F 32

Eileithyia (grekiska Εἰλείθυια, även Ilithyia) är barnafödelsens gudinna i den grekiska mytologin. Hon motsvaras i romersk mytologi av Lucina.

## Beskrivning
Enligt Hesiodos är hon dotter till Zeus och Hera, men hon har även uppfattats som en uppenbarelseform av Demeter eller Artemis. Hon anses ha fötts i Amnisos, Knossos hamnstad, där det fanns en kultplats till henne, och omtalas redan i linear B-texter från Kreta. Dyrkan av Eileithyia var inhemsk på Kreta och torde därifrån, i samband med Apollon-kulten, ha fortplantats över Delos till Aten och det övriga Grekland.
Eileithyia omnämns även i Homeros Iliaden samt i flera sagor om heroers födelse. Då Herakles skulle födas uppehöll Hera Eileithyia så länge att han först kom till världen efter Eurystheus, och underordnades denne.
Hos Homeros omtalas flera sådana gudinnor, kallade eileithyier, eileithyiai.